# 斑條石斑魚
斑條石斑魚，為輻鰭魚綱鱸形目鱸亞目鮨科的其中一種，分布於東大西洋區，從美國加州南部至秘魯海域，棲息深度可達50公尺，體長可達114公分，棲息在岩礁區，為底棲性魚類，成群活動，屬肉食性，以甲殼類等為食，可做為食用魚及遊釣魚。

## 擴展閱讀
維基物種上的相關：斑條石斑魚